# Solar-Wasserstoff-Projekt Neunburg vorm Wald
Koordinaten: 49° 20′ 0″ N, 12° 22′ 25″ O
Das Solar-Wasserstoff-Projekt Neunburg vorm Wald (SWB-Projekt) war ein Forschungsprojekt der Solar-Wasserstoff-Bayern GmbH in der bayerischen Stadt Neunburg vorm Wald. Zwischen 1989 und 2000 beschäftigte sich das Projekt mit der Vision einer zukünftigen CO2-freien Energieversorgung. Ursprünglich war das Projekt bereits Ende September 1986 in Zusammenarbeit mit der 1983 gegründeten Ludwig-Bölkow-Stiftung geplant.

## Beteiligungen und Kooperationen
Beteiligt waren neben der Bayernwerk AG (mit anfangs 60 %, zuletzt 70 %), auch die Unternehmen BMW (10 %), Linde AG (10 %), Siemens (10 %) und MBB (10 %) bzw. ab 1989 DASA bis 1994. Das Projekt bildete nach Eigendarstellung der Betreiber eine Basis, um Wasserstoff als Energieträger zu verwenden.
Das Projekt ist beendet, über eine Weiterführung ist nichts bekannt. Als Ergebnis wurde neben Technologieimpulsen angemerkt, dass die „wettbewerbsfähige Serienreife des BMW (…) noch nicht gegeben“ sei. Die Entwicklung von Wasserstoffverbrennungsmotoren ist derzeit bei BMW wie auch den meisten anderen Herstellen eingestellt.

## Konzept
Die Sonnenenergie wird über Solarzellen geerntet und erzeugt elektrische Spannung. Darauf folgend wird in Elektrolyseuren Wasser in seine Bestandteile Sauerstoff und Wasserstoff gespalten. Diese Gase werden vorerst zwischengelagert und bei Bedarf verwendet. So kann durch die Verbrennung von Wasserstoff Wärme erzeugt werden oder als Kraftstoff für Kraftfahrzeuge dienen.
Südlich der Stadt Neunburg vorm Wald und nördlich von Penting gelegen, war es durch den Bau und den Betrieb der Solar-Wasserstoff-Anlage als Demonstrationsanlage möglich, alle diese Schritte zu beobachten und zu erforschen. So gab es neben einem 5.000 m² großen Solarfeld ein Betriebs- und Forschungsgebäude, eine Wasserstoff-Tankstelle, ein Gaslager und als öffentliches Kommunikationselement ein Mehrzweckgebäude mit Informationspavillon. Das gesamte Energiesystem vom Ernten der Sonnenenergie bis hin zum Verbrauch durch Kraftfahrzeuge wurde gebaut, betrieben und getestet.

## Solararchitektur
Das damals planende Architekturbüro Steidl unter der Federführung von Architekt Michael Steidl legte bereits bei der Planung des Mehrzweckgebäudes im Jahre 1987 Wert auf energetische Aspekte und griff auf den damaligen Stand der Technik zurück. Bei der gesamten Kubatur wurde auf das A/V-Verhältnis Wert gelegt, das bedeutet viel Raum bei weniger Oberfläche und somit weniger Wärmeabstrahlungsfläche. Die Material- und Konstruktionswahl für das Gebäude fiel auf eine energiesparende Ziegelbauweise. Nach Süden hin zeigt die Glasfront der Fensterfassade, welche die äußere Hülle eines Raumluftkollektors bildet. Eine thermische Pufferzone, ähnlich wie einem Wintergarten wurde somit erreicht, welche eine passive Nutzung der Sonnenenergie zulässt. Dabei reicht der Luftraum hinter der Fassade über zwei Stockwerke. Die warme Luft wird oben durch einen Wärmekollektor abgesaugt, welcher das Warmwasser des Gebäudes heizt.

## Relevanz des Projekts für die Zukunft
Durch das Forschungsprojekt konnten unter anderem besondere Erfolge auf folgenden Gebieten gewonnen werden:

### Solarzellentypen
Durch das Testen von neun verschiedenen Solarzellentypen hat sich über einen längeren Zeitraum herausgestellt, dass monokristalline und amorphe Solarmodule am zuverlässigsten waren. Probleme bei polykristallinen Modulen wurden mit den Herstellern behoben und die Zellen konnten somit weiterentwickelt werden.

### Kein Energieverlust beim Tankvorgang mit flüssigem Wasserstoff
Ein PKW-Tanksystem ohne Kryoventil für das Betanken mit flüssigem Wasserstoff wurde entwickelt. Durch die realisierte Wasserstofftankstelle wurde es möglich, einen bis dahin unvermeidbaren Verlust von 30 % Energie beim Betankungsvorgang mit flüssigem Wasserstoff auf Null zu reduzieren. Auch wurde es möglich, die Tankzeit des minus 253 Grad Celsius kalten, verflüssigten Wasserstoffs von knapp einer Stunde auf drei Minuten zu verkürzen.
Der Energieaufwand zur Verflüssigung des Wasserstoffes sowie die Verdampfungsverluste bei längeren Standzeiten mit den bekannten Nachteilen (beispielsweise kein Abstellen in geschlossenen Räumen) sind jedoch weiterhin unvermeidbar. Im mobilen Bereich wird daher verstärkt auf den Einsatz von Drucktanks (bis 700 bar) gesetzt.

## Öffentliche Wahrnehmung des Projekts
Ende der 1990er Jahre betrat man mit der Solar-Wasserstoff-Technik absolutes Neuland. Gerade in der Bevölkerung der Oberpfalz, welche durch die geplante Wiederaufbereitungsanlage Wackersdorf und nach dem Reaktorunglück in Tschernobyl in Fragen der Energieversorgung sehr interessiert war, stieß das Projekt auf große Fürsprache und Interesse. Nicht nur von der regionalen Presse war vom „Aufbruch in ein neues Energiezeitalter“ die Rede. Das Informationszentrum konnte bis zum Jahr 1999 eine Gesamtzahl von circa 130.000 Besuchern aus über 100 Ländern verzeichnen. Darunter auch viele Fachleute (etwa 35 %).

## Heutige Nutzung des Geländes
Das Areal befindet sich heute im Besitz der Stadtwerke Neunburg vorm Wald. Die ehemaligen Büros, Werkstätten und Labors werden durch die Stadtwerke Neunburg und den Wasserlieferzweckverband Nord-Ost-Gruppe genutzt. Die Bayernwerk AG baute das Informationszentrum in eine Netzleitstelle um und nutzt diese zur Überwachung und Steuerung von 70 % des bayerischen Mittelspannungs- und Gas-Transportnetzes.